# アンリ・クリストフ
アンリ・クリストフ（Henry Christophe, ハイチ語 : Anri Kristòf, 1767年10月6日 - 1820年10月8日ミロ）はハイチの軍人。1807年2月17日ハイチ国（北ハイチ）の大統領となり、1811年3月26日ハイチ王国国王即位を宣言した。1820年10月8日に自殺した。
ハイチの100グールド紙幣に肖像が使用されている。

## 生い立ち
英領西インドのグレナダのフランス人が所有する農園の黒人奴隷の両親の元に生まれた（セントキッツなどの生まれとする説もある）クリストフは奴隷としてサン＝ドマングに連れて来られた。彼はホテルのレストランで働き、後に自由を得たと言われている。1779年のアメリカ独立戦争時に彼は恐らくフランス軍のサン＝ドマング義勇猟兵隊（Chasseurs-Volontaires de Saint-Domingue, サバンナ包囲戦で有色人＝フランス領における黒人系から編制された連隊）に鼓手として同行した。サバンナにはこの部隊を讃える記念碑がある。
クリストフは1791年のハイチ革命で有名となり、1802年には将軍の階級にまで昇任した。1806年には皇帝となったジャン＝ジャック・デサリーヌに対するクーデターに参加し北ハイチを支配下に置いた。主要なライバルはクーデタ首謀者のアレクサンドル・ペションだった。ペションは共和制を擁護して、国の南部を支配した。
1807年にアンリは「ハイチ国陸海軍大元帥・大統領」(président et généralissime des forces de terre et de mer de l'État d'Haïti (Cheesman, p.3) となり、同時にペションは南部で「ハイチ共和国」の大統領となった。1811年アンリは北ハイチをハイチ王国とし、自らを王と宣言した。1811年4月1日の命令が、彼の完全な称号を伝えた。
Henry, par la grâce de Dieu et la Loi constitutionelle de l'État Roi d'Haïti, Souverain des Îles de la Tortue, Gonâve, et autres îles adjacentes, Destructeur de la tyrannie, Régénérateur et bienfaiteur de la nation haïtienne, Créateur de ses institutions morales, politiques et guerrières, Premier monarque couronné du Nouveau-Monde, Défenseur de la foi, Fondateur de l'ordre royal et militaire de Saint-Henry
 (Cheesman, p.18) 
アンリ、神の恩寵とハイチ王国憲法による、トルチュガ、ゴナーヴと他の隣接した諸島の主権者、暴政の破壊者、ハイチ国民の再生者かつ後援者、士気と政治と戦争機関の創造者、新世界で最初の王制君主、信仰の擁護者、聖アンリの王と軍の勲章の創設者
彼の唯一生き残った息子ジャック＝ヴィクトル・アンリはハイチ皇太子の称号とともに後継者とされた。アンリは英語が母語であったといわれ、フランス語で書かれた文書でも王の名は英語式に "Henry" と綴られた。
アンリ1世はフランスの再侵攻を恐れ、また自らのために6つの城、8つの宮殿を建て（最大のものがシタデル・ラフェリエール）、まだもう1つ建てようという思惑であった。

## 貴族と紋章
王としての彼の最初の行為のうちの1つは、ハイチ貴族（4人の王子、7人の公爵、22人の伯爵、40人の男爵と14人の「騎士」）を立てたことだった。彼は紋章を新しく気高いものにするために紋章院を設立した。9年後の彼の君主制の終わりまでに、当初87人の貴族は134人まで増大した。(Cheesman p.10) 

## 終焉

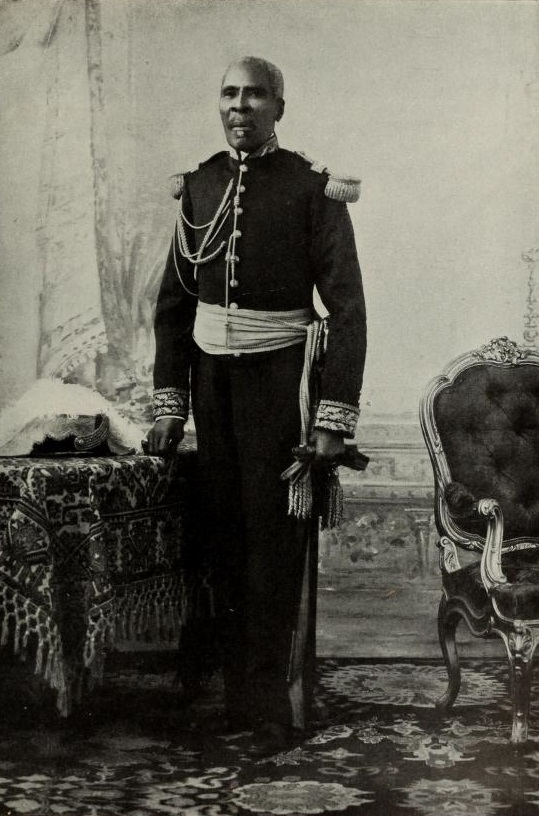
ハイチの大統領、ピエール・ノール・アレクシ。アンリ1世の孫に当たる。

教育を進め法制度（アンリ法典）を導入した努力にもかかわらず、アンリ王は独裁的な君主として嫌われ、南部との恒常的な紛争にも苦しんだ。彼の統治の末期には市民感情は封建的な政策や国の開発政策に鋭く反対した。病気と虚弱により53歳の時にアンリはクーデタを恐れ、銃により銀の弾丸で自殺することを選んだ。彼はシタデル・ラフェリエール内に葬られた。
ピエール・ノール・アレクシ（1902年 - 1908年のハイチ大統領）は彼の孫である。
アンリ1世はアレホ・カルペンティエルの『この世の王国』のモデルとされ、マルティニークの作家エメ・セゼールの1963年の戯曲『クリストフ王の悲劇』の主題となった。
カパイシャンの絶えざる御助けの聖母大学の組織したボーイスカウトのアンリ・クリストフ隊は彼に因んでいる。

## 脚註
1. ↑  （セントキッツとも）
2. 1 2 3  Cheesman, Clive (2007). The Armorial of Haiti. London: The College of Arms. ISBN 9780950698021